# Ragonvalia
Ragonvalia es un municipio colombiano situado en el departamento de Norte de Santander, al nor-oriente del país. Hace parte de la región andina y de la región de los Santanderes, fronteriza con el Estado Táchira de Venezuela. Está ubicado a 72 km de la capital departamental, Cúcuta. Es el tercer municipio en territorio más pequeño del departamento. Tiene bajo su jurisdicción un centro poblado llamado Caliche, ubicada en las vereda Honda Norte y el centro poblado El Oasis, ubicado en la vereda Cañuelal.

## Toponimia
El 14 de abril de 1930, la Asamblea de Norte de Santander, por medio de la ordenanza 28 en su artículo 10, ordena; «desde la sanción de la presente Ordenanza el municipio Concordia se denominará "Ragonvalia" en honor al gran Patricio Ramón González Valencia», quien fue presidente de Colombia y natural de Norte de Santander.

## Historia
El municipio fue fundado en 1860 gracias a la migración de algunos vecinos de Chinácota, el Chopo (hoy Pamplonita) y Villa del Rosario que emigraron hacia las márgenes del río Táchira (río fronterizo entre Colombia y Venezuela) trasmontando la cordillera debido a la guerra civil de 1860-1862. Así se establecieron los primeros campamentos en el valle comprendido por las quebradas Paso Antiguo y La Hormadera.
En lo archivos históricos figuran Miguel Contreras, Juan Tarazona y Rafael Quintero como los primeros en obtener títulos de propiedad de estos terrenos. Fue este último quien trazó en sus comienzos a la población.
El presidente del Estado Soberano de Santander Solón Wilches, mediante decreto del 27 de septiembre de 1881, creó el corregimiento de "Planadas". El 3 de septiembre de 1887, el gobernador de Santander, General Alejandro Peña Solano, erige en distrito municipal los caseríos de Planadas, Mundo Nuevo y "La Honda" (este último antiguamente perteneció a Chinácota), siendo cabecera de este nuevo municipio el caserío "Planadas", y su territorio queda adscrito al circuito judicial de la notaría de Chinácota.
En 1892, mediante ordenanza la Asamblea de Santander cambió el nombre del municipio a Concordia, en honor a los valores de la paz y la unidad arraigados en el espíritu y en la conducta de los primeros pobladores.
Durante estos años la población creció y su economía se desarrolló posteriormente por el contrabando de café entre Colombia y Venezuela.

## Geografía
Descripción Física:
- Límites del municipio:

Con respecto al Departamento Norte de Santander, el municipio de Ragonvalia, se encuentra situado
- Por el Norte Villa del Rosario N de S – Col. 7,0610 km.- Los Patios N de S – Col. 1,0860 km.
- Por el Occidente Chinácota N de S – Col 15,164 km.
- Por el Oriente Rafael Urdaneta Edo. Táchira – Ven 14,312 km.
- Por el Sur Herrán N de S - Col 13,659 km.

- Extensión total: 95,847 km².
- Extensión área urbana: 0,4909 km².
- Extensión área rural: 95,3584 km².
- Altitud de la cabecera municipal (metros sobre el nivel del mar): 1.550 (en el parque del pueblo)
- Temperatura media: 20 grados centígrados
- Distancia de referencia: 72 km a Cúcuta
- Otros nombres que ha recibido el municipio: La monedita de Oro de Norte de Santander, Concordia, Planadas.
- Código Dane: 54599

## Símbolos

### Bandera
La bandera está conformada por tres colores que de forma horizontal; verde en la parte superior, blanco en el medio con un sol y naranja en la parte inferior. El significado es el siguiente:
- Verde: Esperanza.
- Blanco: Pureza.
- Naranja: Abundancia.
- Sol: Nuevo Horizonte.

La bandera es muy similar a la de India

### Himno
| AutorJorge E. Contreras Coro Adelante pueblo heroico Noble estirpe te fundó Y el gran cóndor de los Andes Tu altiva frente coronó. |  | I Bajo el cielo de planadas Suena el épico clarín Anunciando la victoria Como magnánimo sentir Cantar hijos de concordia Llenos todos de emoción Ragonvalia tierra firme Digno emporio de honor. |  | II Una perla fue tu cuna Un diamante tu adalid Tres colonos te ofrecieron De gloria el porvenir De frenética inquietud Por escudo te presento Mi radiante juventud. |  |  |

## Ecología
Cobertura vegetal y usos del suelo se encuentra la siguiente cobertura vegetal en el municipio, lo cual permitió la elaboración del mapa, compuesto por distintos sistemas entre los que se destacan: Bosque natural intervenido, bosque natural en rastrojado, bosque natural secundario, cultivos transitorios, cultivos permanentes, potreros mixtos, pastos naturales, cultivos permanentes con sombrío, potreros arbolados y matorrales. 
Acorde con los sistemas distribuidos en el territorio municipal, el que mayor predomina es el Bosque natural secundario con un área de 1872,28 ha correspondiente al 19,53%, los pastos mixtos con 1780,93 ha con 18,58%; asimismo se encuentran: potreros arbolados (1389,87 ha con 14,66%), Pastos naturales (1199,75 ha con 12,52%), Bosque natural primario (1188,48 ha con 12,40 %), matorrales (886,62 ha con 9,25%) bosque natural en rastrojado (783,62 ha con 8,18%) y otros que ocupan pequeñas áreas descritas en la tabla 102. Fauna.
Para la determinación de la fauna del municipio se tomó como base los libros de CORPONOR, así mismo la población identificó las especies existentes, que posteriormente fueron relacionadas con los libros rojos de aves de Colombia – Humbolt, 2002 y el Informe Nacional sobre el estado de la Biodiversidad de Colombia – Tomo I, Instituto Alexander Von Humboldt, 1997; para determinar su grado de vulnerabilidad, en el caso de los mamíferos no se encontraron en ningún grado de amenaza y en aves se encontraron dos especies casi amenazadas (NT) como la Pava Negra (Aburria aburrí) y el Gavilán Acongollado (Accipiter collares).
En el municipio se presenta las siguientes especies: Flora. El Municipio de Ragonvalia presenta dos zonas de vida, lo cual influye en la formación de flora, con bajo número de especies nativas, pues los efectos de tala intensivos y el proceso constante de afectación de los bosques y ecosistemas que afloran han llevado a la disminución significativa de las especies naturales que por condiciones de cordillera se tienen en lugares cercanos como el Parque Tamá.
Así mismo por presentarse una mayor concentración población en las zonas altas, dichas áreas como el Cerro el Tábano, el Fraile y Ramón González Valencia forman una unidad paisajística en toda la zona limítrofe con el municipio de Chinácota y parte del municipio de Herrán, así mismo hacia la parte oriental la cuenca del Río Táchira corta abruptamente la cordillera formando grandes montañas con pendientes hasta del 90%, lo que le da un ambiente paisajístico natural muy agradable al territorio de Ragonvalia, donde se presentan diversos climas que favorecen la diversidad de recurso florístico.
De acuerdo a los ecosistemas estratégicos, el municipio de Ragonvalia presenta tres áreas o sistemas que son la base de la sustentación ecológica, sostenible y productiva del municipio. Así mismo y como un efecto complementario tenemos las áreas de producción económica mixtas donde se tienen sistemas de explotación de cultivos permanentes, semipermanentes y mixtos, consideradas en 4645,23 ha equivalente al 48,46 %. Acorde a lo anterior encontramos que existen 9535,7 ha con 99,48% en áreas estratégicas de ecosistemas y de producción económica; sumando la zona urbana se tiene el total del área municipal equivalente a 9584.7 ha. Áreas forestales protectoras y bosques naturales.
Son aquellas zonas que deben ser conservadas permanentemente con bosque natural o artificial, para proteger estos mismos recursos u otros naturales renovables. Las actividades permisibles son las de conservación, protección, investigación, educación, ecoturismo, control y supervivencia del bosque.
Esta área o sistema ocupa un área de 1721,16 ha, de las cuales el bosque natural primario tiene 813,17 ha con un 8,48% con una mayor proporción en las veredas La Unión (extremo suroccidente), La Alhambra (al margen de la quebrada Agua Blanca), Honda Norte (hacia el oriente de la vereda) y San Miguel (cerro de la vieja) y las áreas de recursos hídricos con bosque natural con 907,99 ha correspondiente al 9,47% se identifica en el mapa de ecosistemas estratégicos con color naranja; encontrándose con mayor extensión en las veredas Caliche (sobre las microcuencas el Estanque y Villamizar), San Miguel (en las quebradas La Honda, las Lajas y parte de la quebrada Las Lajas), Honda Norte (en la quebrada El Morón), La Alhambra y El Progreso (sobre La Quebrada Caña Brava) y en menores proporciones en la vereda Naranjal sobre la quebrada Samagalá.
Las Áreas de recursos hídricos se definen como áreas boscosas de cabeceras de cuencas hidrográficas o en los sectores medios inmediatos a éstas, donde se comportan como reguladores del régimen hídrico, por lo que deben protegerse a fin de que se constituyan en garantes de la cantidad y calidad de agua potencialmente utilizables. Áreas forestales protectoras – productoras. Son áreas que deben ser conservadas permanentemente con bosque natural o plantado para proteger los recursos naturales renovables. Además, pueden ser objeto de actividades de producción sujetas al mantenimiento del efecto protector.
Ocupa una extensión 2238,76 ha, donde predominan los sistemas de bosque natural enrastrojado con 602,95 ha correspondiente al 6,29%, bosque natural secundario con 1390,83 ha que corresponde al 14,51 % y bosque Silvoagricola (bosque cafetero) con 244,98 Ha con 2,55%. Áreas declaradas ya protegidas. Corresponde dicha denominación al total de áreas estratégicas adquiridas por el municipio de Los Patios en el territorio de Ragonvalia, que representan 80 ha en los predios conocidos como la Rochela y Agua Negra, los que a su vez están definidos en zonas de reserva de recursos hídricos.
Áreas periféricas a nacimientos - afloramientos y rondas de cause. Tienen una extensión de 835,48 ha con un 8,72%, donde se incluyen las áreas de recursos hídricos nuevas (ARRH). Áreas de abastecimiento de Acueducto. Estas áreas hacen referencia al área que se toma para el abastecimiento de agua tanto para el casco urbano como para las veredas. Estas áreas se han estimado en 95,07 Ha con un 0,99%. Valorización escénica y paisajística. 
El Cerro de la vieja es un lugar georeferencial y de belleza natural del Departamento constituyéndose en límite de tres municipios: Chinácota, Villa del Rosario y Ragonvalia así mismo en el área del mencionado lugar nacen y se forman importantes fuentes y cuencas hídricas para la región. El Cerro de las calaveras, denominado así porque se han encontrado allí algunos cráneos y artefactos indígenas de difícil clasificación por no haberse conservado y por el desconocimiento del valor histórico que tienen estos hallazgos.

## Economía
Actividad económica dominante casco urbano comercio.
Las actividades comerciales de la población están distribuidas principalmente en negocios de tipo familiar.
En el casco urbano encontramos el siguiente inventario de 106 negocios establecidos en total.
- 7 panaderías - 28 tiendas - 1 funeraria - 10 expendios de carne - 2 variedades - 1 taller de soldadura - 6 billares - 2 ventas de gasolina - 1 reparación de radios - 1 reparación de calzado - 2 carpinterías - 2 veterinarias - 5 almacenes - 9 bodegas - 3 hoteles - 4 droguerías - 1 venta de calzado - 1 peluquería - 1 polvorería - 4 restaurantes - 1 foto video - 2 cervecerías - 2 odontologías - 2 ventas de lubricantes - 1 plaza de mercado - 2 papelerías - 2 talleres de mecánica - 1 bar - 1 cacharrería - 1 A.R.S. Transporte. 
Dicha actividad (Transporte) se limita solo a la actividad generada por la entrada y salida de vehículos de pasajeros y de carga hacia las ciudades Cúcuta, Chinácota, Herrán y las Delicias en la república de Venezuela.
Empleo. Existen aproximadamente 106 establecimientos comerciales diferentes, además tenemos los trabajadores oficiales en las distintas entidades del municipio como son: la Alcaldía, el Concejo, Subsecretarías, Educación, Salud, etc.
El sector de la educación cuenta con docentes escalafonados y nombrados;
En el área de la salud se generan empleos como: un médico general, un jefe de enfermería, odontólogo, auxiliar de odontología, promotores. En total la oferta de empleo no satisface la demanda de la población económicamente activa. 
Actividades económicas dominantes en la zona rural.
La principal actividad del sector rural del municipio de Ragonvalia lo constituye el sector agrícola con un total de 960 personas dedicadas a esta actividad;
Las veredas más representativas en la explotación de cultivos de mayor importancia económica son: 
Cañuelal, Caliche y San Miguel que representan el 43,9% de un total de población de 960 habitantes.
En la producción pecuaria existen dos renglones de gran importancia como es la explotación de bovinos y la avicultura. En la ganadería, las veredas Babilonia y Alambra, tienen alguna actividad representativa en este sector, representando el 98% del total de la producción, mientras que la vereda la Unión tiene alguna actividad en pesca. 
Caliche, Cañuelal y Alambra muestran alguna actividad comercial. Las veredas San José, Santa Bárbara y el Progreso ofrecen alguna ocupación para la población en las áreas agrícolas y ganaderas. Subsector agrícola. El primer renglón de la agricultura lo constituye el cultivo del café, siendo las veredas La Alambra y Santa Bárbara las productoras.
En general podemos decir, la producción agrícola se centra en café, maíz, mora y caña, con un 6,72% del total cultivado en la región. Los pastos abarcan el 90,86%, es decir 4367 ha., el 2,37% corresponde a otros cultivos. El café es el cultivo predominante en la región especialmente en las veredas La Alambra, Santa Bárbara, San José y Caliche con un 76,6% del total en la región, en San Miguel la mora, ocupa el 42,2% del total cultivado. Otros productos como el maíz, la caña y las hortalizas representan un 9,97% del total de productos agrícolas a excepción de los pastos que representan el 90,86% del total de la región.
Subsector pecuario
Los renglones de explotación pecuaria del municipio de Ragonvalia están dados en diferentes especies como bovinos, aves y especies menores, en este último se incluyen la caprinos, porcinos, ovinos, conejos y equinos.
Las veredas de la Unión, San Miguel, Agua Linda, Naranjal, Progreso, Cañuelal y Babilonia ocupan el 70,7% del total de la producción de bovinos y las veredas Santa Bárbara, Cañuelal, San Miguel, San José y La Unión cubren el 60,8% de las aves producidas en la región.
En especies menores como equinos, porcinos, conejos, ovinos y caprinos las veredas de San Miguel, Cañuelal y Naranjal son las más representativas con el 24% del total.

Subsector minero – energético. 

El potencial minero del municipio se limita a la presencia de calizas grises y algunas arcillas, lo cual requiere de un estudio para determinar su potencial explotación.
La presencia de formación Concesión de Barco como una unidad compuesta por caliza gris oscura con foraminíferos y lodositas bituminosa calcárea con nódulos de chert negros y niveles de arenisca hacia la parte alta de la formación.
Se han encontrado yacimientos de carbón en algunas minas ubicadas en la vereda El Caliche. Se requiere hacer estudios para determinar su potencial explotación.
Subsector industrial.
El nivel de explotación del sector industrial es de baja escala, pues solo se desarrolla a nivel familiar y microempresarial, destacando el procesamiento, molida y empaque de café de la empresa campesina La Alambra como uno de los productos de mayor importancia en esta área. Esta empresa produce cerca de 15 arrobas diarias de café, emplea 3 obreros y genera unos ingresos anuales de 40 millones, producto que comercializa en Pamplona, Herrán, Chinácota y Ragonvalia en empaques de 250 gr. y otras denominaciones. Así mismo el tratamiento y manejo de la madera en empresas de tipo familiar mediante la elaboración de muebles y equipos se convierte en una actividad significativa para algunos pobladores.
En la actualidad existen grandes perspectivas hacia la transformación industrial de los lácteos, que ya en algunas veredas como Babilonia y de forma casera vienen desarrollando esta actividad. La potencialidad del municipio y la definición del sector agroindustrial como el eje central para el desarrollo técnico académico, económico y social de la población dejan ver las grandes perspectivas que la agroindustria representa para esta comunidad de cerca de 8000 habitantes.
Subsector transporte.
Históricamente el municipio de Ragonvalia tiene en este sector uno de los elementos básicos para el desarrollo económico durante la década de los años 70 y 80, ya que mediante el acarreo en equinos (mulas) se transportaba desde Chinácota hasta Ragonvalia y de allí hasta Delicias (Venezuela) grandes cantidades de café pergamino, así mismo de la vecina República se importaban víveres, combustibles y electrodomésticos, que luego eran embarcados en camiones, autobuses y automóviles hacia el interior del país. Se calcula que cerca del 50% de todo el contrabando en la zona de frontera del Norte de Santander se hizo a través de esta región.
En la actualidad se movilizan hacia Cúcuta, Chinacota, Villa del Rosario, Pamplona Herrán y Delicias (Venezuela), cerca de 25 rutas de buses, camiones y camperos que prestan servicio de transporte de carga y pasajeros.

## Vías de comunicación
- Terrestres:

- Vías secundarias

- Ragonvalia – Chinacota
- Ragonvalia – Villa del Rosario
- Ragonvalia – Herran
- Ragonvalia – Puente Alianza
- Vías terciarias

- Casco Urbano – Vereda San José
- Casco Urbano – La Alhambra
- Vía a Herran del campamento – Sta Bárbara - casa Matachos.
- Casco Urbano – Escuela de Cañuelal.
- El Chochal – Escuela Naranjal hasta el Río Táchira.
- Desde la vía Babilonia San Miguel – a casa de teja Tachirita.
- Camino vía a villa del rosario – la escuela de sombrerito.
- Desde la vía parte alta Santa Bárbara – La vía a Herran.
- Desde Ragonvalia a Puente Alianza vía República de Venezuela
- Desde Ragonvalia a la Vereda Cañuelal (El Oasis)

## Principales festividades

### Ferias y fiestas
Sus ferias y fiestas se celebran del 1 al 6 de enero (en ocasiones van del 31 de diciembre hasta el 8 de enero) en honor a San Manuelito de Atocha, que es el patrono del municipio de Ragonvalia. Se realiza baile popular, alborada musical y fuegos pirotécnicos desde el 31 de diciembre para recibir el nuevo año y de ahí mismo empezar con las ferias. El 1 de enero se celebra la misa en honor al Patrono y la procesión por todo el pueblo. 
Se realizan corridas de toros (toros de casta o toros llaneros) y en ocasiones hay rejoneador. Se realiza la elección de la reina de la ferias bajo el nombre de "Elección de la Miss Simpatía". Participan una candidata de Ragonvalia y de las Colonias de Ragonvalia residentes en el Estado Táchira, Caracas, Bogotá, Zona Metropolitana de Cúcuta, en ocasiones también candidatas de los municipios vecinos como Delicias (Venezuela), Herrán y otros. En años anteriores participaban candidatas de las veredas del municipio. 
Se realiza el cuadrangular de fútbol conformado por las Colonias Residentes en otras ciudades o países como: Táchira, Caracas, Bogotá, Zona Metropolitana de Cúcuta. Estas cuatro son las más representativas y las de número mayor de integrantes. Si estas no se encuentran en los días de ferias y fiestas, y si falta algún equipo se incorpora uno de Ragonvalia que en ocasiones se han llamado Los Veteranos y/o Los Mochileros. También están las colonias de Pamplona, Bucaramanga, Trujillo, Mérida, Punto Fijo, Estados Unidos, España y otras. 
Para los bailes y conciertos se han traído artistas de música muy importantes como: Pastor López, Peter Manjarres, Miguel Moly, Jorge Velosa, El Charrito Negro, Los Embajadores del Vallenato, Dulcey Gutiérrez, Jhonny Rivera, Los Corraleros del Majagual, Los Doctores de la Carranga, Los Tupamaros, Orquesta Matecaña, Taxi Orquesta, Grupo Carú, Guayaba Orquesta; Grupo Caliche, Las Estrellas Banda Fiesta, Los Serranitos, Los Chacaritos de Pregonero, Poncho Zuleta que es de los primeros cantantes de Música Vallenata en Colombia,  entre otros, como también artistas de la televisión de Sábados Felices como: Álvaro Lemus "El Hombre Caimán" y César Corredor como "Barbarita".
Como actividades culturales y recreativas se hacen concursos del come pasteles con ají, el tomador de cerveza, el raja leña, la vaca lechera, del arriero, carrera de carros de balineras, competencia del marrano encebado, la despescuezada del gallo a caballo, torneo de tejo, competencia de atletismo. 
Las Colonias también se destacan en las ferias, pues ellas deben organizar un día de las ferias y empiezan con la caravana de vehículos acompañado con la papayera, pólvora y su candidata (si tienen candidata) y en la noche se realiza el baile con algún grupo musical, (las diferentes colonias han llevado a: Taxi Orquesta, Grupo Carú, Grupo Caliche, Los Embajadores del Vallenato,  Los Serranitos, Los Chacaritos de Pregonero, y un émulo de Antonio Aguilar traído por la colonia de Bogotá entre otros).
El último día de ferias se hace el recorrido de desenguayabe por las principales guaperías del pueblo y el carnaval por todo pueblo echándose agua, harina, pintura y demás hasta llegar al parque, y en la tarde se hace la llanera o almuerzo popular con los toros que se mataron en las corridas.
Todas estas actividades (a excepción de la corrida de toros que si se cobra la entrada para tener el control de la cantidad de personas que pueden ingresar a la plaza de toros) se han hecho gratis desde hace años para que la población, las colonias y turistas, gocen y disfruten de las ferias y fiestas de Ragonvalia.

### El día de la Virgen Del Carmen
El 16 de julio es la fiesta de la virgen del Carmen, se celebra con misa dándole gracias a la virgen por cuidar y proteger a sus devotos que es la patrona de los choferes, también se queman fuegos pirotécnicos y llevando por todo el pueblo en un desfile a la sagrada patrona, y los choferes organizan un baile durante la noche ya sea con un Orquesta Musical o Banda Show musical.

### La Semana Cultural
Todos los años por el mes de septiembre se hace la semana cultural que se celebra en la última semana del mes de septiembre con la participación obligatoria del Colegio de Ragonvalia que al mismo tiempo se hace reverencia al Colegio que se llama "Colegio Departamental Integrado Nuestra Señora De La Merced" (CODINSEM) en honor a la virgen Nuestra Señora de La Merced (día de la virgen 24 de septiembre).
Es organizada por la Casa de la Cultura y el Colegio y Se realiza una misa en gratitud a la virgen como también actividades deportivas, culturales, recreativas y de reinado, de tradición el cual deben participar los alumnos del colegio basándose en la cultura de Colombia y destacando la creatividad, la belleza, arte y desempeño de cada uno de los jóvenes que participan y de también de los demás habitantes del pueblo.

### Cumpleaños de Ragonvalia
El 30 de septiembre de 1877 fue fundada Ragonvalia, el cual este día se celebra el aniversario del pueblo que se celebra con misa de gratitud a DIOS por proteger y cuidar a Ragonvalia por otro año más y es organizada por la Casa de la Cultural y la alcaldía, se realizan diferentes actividades como desfile de comparsas con las diferentes entidades del municipio o delegaciones, se invitan entidades de otros municipios como de Herrán, Chinacota o Cúcuta y también del vecino país Venezuela provenientes de Rubio y Delicias, con actos culturales y de recreación, fuegos pirotécnicos, baile popular hasta el amanecer con Orquesta Musical.

### Fiestas de Aguinaldo
Desde el 16 hasta 24 de diciembre se celebran los días de aguinaldo en Ragonvalia. Cada día de aguinaldo le corresponde a un barrio del pueblo (que conforman 7 barrios), también a los choferes, los trabajadores de la pesa y la alcaldía.
Empieza en la madrugada con la misa de aguinaldo, posteriormente por la tarde se hace el desfile del barrio que le tocó haciendo un recorrido por todo el pueblo, acompañado con la papayera y los disfrazados, ya sean niños, jóvenes y adultos. Los disfraces son de brujas, travestis y demás, con el motivo de dar alegría al pueblo, habitantes y los visitantes, se echa harina, se golpea a los que provocan a los disfrazados para que se les persiga y golpear con una "mangarrea" (tripas o bolas de res), escobas, pintarlos con maquillaje o pintura, lanzar dulces a los curiosos, fuegos pirotécnicos y otras cosas según la imaginación de cada participante con el acompañamiento de quienes integran el barrio.
Esta actividad puede durar varias horas, inclusive hasta la noche y cuando le toca a los del gremio de la pesa en la noche realizan los llamados toros de candela, que son personas disfrazadas de toros y envueltos en llamas, sin dañar al que usa el disfraz para perseguir a aquellas personas que quieran participar en el juego. También se hecha al público la pelota de candela, que es para que la gente patee la pelota antes que esta se apague.
En la noche también se celebra la misa de aguinaldo y después de ello se realiza el baile popular dando lugar al barrio que le correspondió su día celebrando con fuegos pirotécnicos, en ocasiones se hace con miniteca o con algún grupo musical o banda show musical festejando las noches de aguinaldo con los habitantes y visitantes del pueblo, esperando así hasta que lleguen las ferias y fiestas de Ragonvalia.